# Julio Chávez
Julio Chávez, nato Julio Hirsch (Buenos Aires, 14 luglio 1956), è un attore e autore teatrale argentino.

## Biografia
Nato a Buenos Aires e cresciuto nel barrio di Núñez, nel 1976 si diploma al Conservatorio Nacional de Arte Dramático e inizia una carriera che lo vede attivo in teatro, al cinema e in televisione.
Nel corso degli anni ha ottenuto numerosi riconoscimenti per le sue interpretazioni tra cui 5 Premi Martín Fierro, 4 Premi Clarín, 3 premi della Argentine Film Critics Association, 3 Premi ACE e l'Orso d'argento al Festival di Berlino nel 2007, per il ruolo di Juan Desouza in El otro di Ariel Rotter.

## Filmografia
- La mala vida, regia di Hugo Fregonese (1973)
- No toquen a la nena, regia di Juan José Jusid (1976)
- La nueva cigarra, regia di Fernando Siro (1977)
- La parte del león, regia di Adolfo Aristarain (1978)
- Señora de nadie, regia di María Luisa Bemberg (1982)
- C'era una volta un re - La película del rey (La película del rey), regia di Carlos Sorín (1986)
- Refugio en la ciudad, regia di Gregorio Cramer (1993) - Cortometraggio
- Un muro de silencio, regia di Lita Stantic (1993)
- El acompañante, regia di Alejandro Maci (1994) - Cortometraggio
- El visitante, regia di Javier Olivera (2000)
- Un oso rojo, regia di Israel Adrián Caetano (2002)
- La sombra, regia di Nicolás Tuozzo (2002) - Cortometraggio
- Extraño, regia di Santiago Loza (2003)
- El custodio, regia di Rodrigo Moreno (2006)
- El otro, regia di Ariel Rotter (2007)
- El Pampero, regia di Matías Lucchesi (2017)

### Miniserie, telefilm, soap opera
- Alguien como vos (1973)
- Alguien como usted (1973)
- Los siete pecados capitales (1982) - 2 episodi
- Situación límite (1984)
- Rompecabezas (1985)
- Le roi de Patagonie (1990)
- De poeta y de loco (1996)
- Archivo negro (1997)
- Epitafios (2004-2009)
- Tratame bien (2009)
- El puntero (2011)
- Farsantes (2013-2014)
- Signos: Under the Sign of Vengeance (2015)
- El Maestro (2017)
- El Host (2018)

## Teatro

### Attore
- Lazarillo de Tormes, di anonimo (1976)
- Il guardiano, di Harold Pinter (1977)
- El sí de las niñas, di Leandro Fernández de Moratín (1978)
- Picnic, di William Inge (1979)
- Una relazione per un'Accademia, di Franz Kafka (1980)
- El mono que descendió del homo, di Ada Mantini (1980)
- Tribute, di Bernard Slade (1980)
- Último premio, di Eduardo Rovner (1981)
- En boca cerrada, di Juan Carlos Badillo (1985)
- Faust, di Johann Wolfgang von Goethe (1988)
- Il pellicano, di August Strindberg (1989)
- I pretendenti alla corona, di Henrik Ibsen (1994)
- Il gabbiano, di Anton Čechov (1996)
- Servo di scena, di Ronald Harwood (1997-1999)
- Ella en mi cabeza, di Oscar Martínez (2005-2006)
- I Am My Own Wife, di Doug Wright (2007)
- Sweeney Todd, di Stephen Sondheim (2010)
- La capra o chi è Sylvia?, di Edward Albee (2012-2013)
- Red, di John Logan (2015)

### Autore
- Que la pachamama espere (2002)
- El día del inocente (2003)
- Año 2000 (2003)
- Angelito Pena (2003) - Co-autore con Marcelo Ayoub, Mariano Farrán, Valeria Grossi, Victoria Hladilo, Axel Joswig
- Maldita sea (la hora) (2003)
- Mi propio niño dios (2005)
- Los amores de Águeda (2005)
- Será justicia (2006)
- La bruta espera (2006) - Co-autore con Liliana Díaz Setuvi, Monica Menna
- Vaivenes en escena (2006)
- Uno hace lo que puede (2007)
- La de Vicente López (2007)
- Derepente (2008)
- El as en la manga (2008)
- Chávez x 3 (2008)
- Como quien mata a un perro (2008) - Co-autore con Camila Mansilla
- Desatadas (2009)
- Valet Parking (2009)
- Feliz Navidad (2011)
- Rancho (una historia aparte) (2004) - Co-autore con Leandro Castello, Luz Palazon, Mercedes Scápola Morán
- Suspiros (2012) - Co-autore con Santiago Loza, Camila Mansilla
- Dos Munditos (2013)
- Entre Criaturas Adorables (2013)
- Divinas ridículas (2015)
- En Espera (2015) - Co-autore con Juan Francisco Lopez Bubica
- Dueñas de Nada (2016)
- Ojal sin boton (2016)
- Secreto de Sumario (2016)

## Riconoscimenti
- Festival internazionale del cinema di Berlino
  - 2007 – Orso d'argento per il miglior attore per El otro
- Premio ACE
  - 1997 – Miglior attore drammatico per Servo di scena
  - 2005 – Candidatura per il miglior attore per Ella en mi cabeza
  - 2007 – Miglior regista di uno spettacolo Off per La de Vicente López
  - 2007 – Miglior attore solista per I Am My Own Wife
  - 2008 – Miglior attore per El custodio
- Premio Clarín
  - 2002 – Miglior attore cinematografico per Un oso rojo
  - 2005 – Candidatura per il miglior attore protagonista dell'anno per Ella en mi cabeza
  - 2006 – Candidatura per il miglior attore per El custodio
  - 2007 – Miglior attore cinematografico per El otro
  - 2007 – Miglior attore teatrale per I Am My Own Wife
  - 2007 – Artista dell'anno
  - 2009 – Miglior attore drammatico per Tratame bien
- Premio Martín Fierro
  - 2008 – Candidatura per il miglior attore protagonista in una serie televisiva e/o miniserie per Epitafios
  - 2009 – Miglior attore protagonista in una serie televisiva e/o miniserie per Tratame bien e  Epitafios
  - 2011 – Miglior attore protagonista in una serie televisiva e/o miniserie per El puntero
  - 2013 – Miglior attore protagonista in una telenovela per Farsantes
  - 2015 – Candidatura per il miglior attore protagonista in una serie televisiva e/o miniserie per Signos: Under the Sign of Vengeance
  - 2017 – Candidatura per il miglior attore protagonista in una serie televisiva e/o miniserie per El Maestro
- Asociación de Cronistas Cinematográficos de la Argentina
  - 1982 – Candidatura al Cóndor de Plata per il miglior attore per Señora de nadie
  - 1999 – Candidatura al Cóndor de Plata per il miglior attore per El visitante
  - 2003 – Cóndor de Plata per il miglior attore per Un oso rojo
  - 2005 – Candidatura al Cóndor de Plata per il miglior attore per Extraño
  - 2006 – Cóndor de Plata per il miglior attore per El custodio
  - 2008 – Cóndor de Plata per il miglior attore per El otro
- Lleida Latin-American Film Festival
  - 2003 – Miglior attore per Un oso rojo
  - 2008 – Miglior attore per El otro
  - 2008 – Miglior attore per El custodio
- Premios Estrella de Mar
  - 2013 – Miglior attore drammatico per La capra o chi è Sylvia?
  - 2013 – Miglior regista per La capra o chi è Sylvia?
  - 2013 – Estrella de Mar de Oro per La capra o chi è Sylvia?
- Premios Tato
  - 2013 – Miglior attore protagonista drammatico per Farsantes
  - 2015 – Candidatura per il miglior attore protagonista per Signos: Under the Sign of Vengeance
- Premios Trinidad Guevara
  - 1997 – Candidatura per il miglior attore protagonista per Servo di scena
  - 2008 – Miglior attore protagonista per I Am My Own Wife
- Havana Film Festival
  - 2006 – Miglior attore per El custodio
  - 2007 – Miglior attore per El otro
- Festival de Cine de Lima
  - 2006 – Miglior attore per El custodio
  - 2007 – Miglior attore per El otro
- Academia de las Artes y Ciencias Cinematográficas de la Argentina
  - 2006 – Candidatura per il miglior attore per El custodio
  - 2007 – Miglior attore per El otro
- Festival de La Coruña
  - 1976 – Miglior attore per No toquen a la nena
- Premio Molière
  - 1980 – Candidatura per il miglior attore dell'anno per Tribute
- Festival Panamá
  - 1982 – Miglior attore per Señora de nadie
- Premios Coca-Cola en las Artes y las Ciencias
  - 1987 – Miglior attore per C'era una volta un re – La película del rey
- Premio Florencio Sánchez
  - 1998 – Miglior attore protagonista per Servo di scena
- Premio Ignacio López Tarso
  - 1998 – Miglior attore protagonista per Servo di scena
- Festival di Biarritz
  - 2002 – Miglior attore protagonista per Un oso rojo
- Premios Teatro del Mundo
  - 2005 – Miglior attore protagonista per Ella en mi cabeza
- Festival del Cinema di Bogotà
  - 2006 – Miglior attore per El custodio
- Cine Ceará – National Cinema Festival
  - 2006 – Miglior attore per El custodio
- Premios Konex
  - 2011 – Konex de Platino per il miglior attore teatrale